# 谷村ひとし
谷村 ひとし（たにむら ひとし、男性、1953年9月13日 - ）は、漫画家。出身地は福岡県北九州市。特にパチンコの「オカルト打法」を中心とした題材で作品を発表している。極初期には筒美廣平の名義でも漫画を発表していた。

## 経歴
- 1972年から影丸穣也のアシスタントを務める。
- 1978年（下期）第21回少年マガジン新人漫画賞に選外佳作「神の鳥」（応募者名は「谷村仁志」）、1979年（上期）第17回手塚賞では佳作「漂流伝説」。
- 1980年に『週刊少年ジャンプ』（集英社）にデビュー作となる『ショウアップ・ハイスクール』を連載するもわずか10週で打ち切りとなる。1985年に同作品を原案とした単発ドラマ・月曜ドラマランド『少年隊ショーアップ★ハイスクール』（1985年3月4日、フジテレビ）が放送された（キャスト / 田倉裕：錦織一清、沢部良：東山紀之、小林宏：植草克秀、樋口しのぶ：MIE）。
- その後いくつかの少年誌に連載したあと、活動の場を青年誌に移す。
- 1995年に『モーニング』（講談社）に『パチンコドンキホーテ』の連載を開始。当初は住居近隣のパチンコホールSAP日野での実戦を漫画化していたが、ボーダー打法から独自のオカルト論を展開するようになり、オスイチ打法などそれまでのパチンコ漫画の常識を覆す作品を発表している。パチンコ漫画がヒットするまでの十数年は、本人曰く「売れない漫画家」であった。

## 作風
パチンコ店やパチンコ台の背景の上に、自身の小さい似顔絵を貼り付けて吹き出しを描くという、貼り絵作品が中心である。
最近は、メーカーから提供された資料画像や携帯で撮影したと思われる写真で大半のコマを埋めるという、他に例を見ない手法で作品を仕上げている。本人の弁によれば、どんなに手描きしてもリアリティがないからとのことである（パチンコランド2009年11月号）。
連載各掲載誌の表紙は谷村ひとしの描くキャラクター（ドンキ・ホーテ）が様々なパチンコ機種のキャラクターに成り切ったイラストが採用される事が多い。
ホールの低貸し玉営業には否定的な立場をとっている。特に東日本大震災以降は顕著となり、低貸し玉営業店では打たないように強く提言している。
- 『「1ぱち」のニーズ自体がどんどんなくなってきています。正直な話、現在、低貸し玉営業に手を出していないホールこそが、もっとも健全な経営が成立しているとボクは感じています』（「パチンコ逆風時代の勝ち方」ワニブックス【PLUS】新書2011年10月）
- 『ボクは「1ぱち」をいっさい打ちません。』（「ツキを味方にするパチンコ学」ワニブックス2012年10月）
- 『ボクは一切1円ぱちんこを打ちません。だって今より4倍出玉のある1円ぱちんこ専用の機械が出るまでやる意味がありません』（「ドンキホーテ谷村流お座り一発DX!!」日本文芸社2013年1月）
- 『パチンコを打つなら1円ぱちんこのないホールで客の多いホールだよ』（漫画パチプロ7　2013年5月号）

上記の発言をしていたが、2017年12月に「60歳からの1ぱち講座」という書籍を出版した。

## エピソード
東日本大震災後、『誰にも負けないパチンコ学』（2011年4月ワニブックス刊）および『パチンコ逆風時代の勝ち方』（2011年10月ワニブックス刊）の発売の折に、被災者に向けて印税およびパチンコの勝ち額をすべて義援金として寄付した旨を、各誌連載作品の中で自著のPRと共に発表した。当時は振り込み票の画像の提示はされず金額も不明であったが、2012年5月に「東日本大震災の義援金として一千万円寄付しています」と紺綬褒章の受勲対象となる旨を発表したが表彰されたという事実は現在まで何も提示していない。その後、2013年5月のインタビューでは、「今までに、（パチンコで）大勝ちして買った高額なものは何ですか？」という問いに、「東日本大震災の義援金1000万円です」と答えている。
本人によると、パチンコを始めてからのプラス収支は、2012年10月時点で「6000万円を突破」。

## オカルト攻略の影響
谷村が提唱した「リーチ目」の中には、後のシリーズにおいて正式に採用された例がある。
「ミイラ・ドラキュラ・魔女（後のマコ）」いわゆるミドマの法則（CRモンスターハウス）
通称「ミドマ」。後のシリーズにおいてチャンス目として採用されたり、「3連モンスター予告」で「ミイラ、ドラキュラ、マコ」の順番で登場すると大当たり濃厚となるなど、大きな影響を与えている。
炎のスベリ付き「3・源・源」（CR大工の源さん）
『PA元祖大工の源さん』（2019年）の「初代モード」において、主に疑似連続変動中に現れる「確変図柄のみのハズレ目」が信頼度の高いチャンス目として採用されている。「3・源・源」もその対象であり、この出目のみが連続して出てくるパターンもある。また、同機種のプロモーションムービーに谷村が登場し、このオカルト目について触れている。

## メーカー・ホールの不正を指摘
谷村は作品内で、しばしばメーカーやホールの不正について指摘。下記のようなものがある。
- 写真を掲載したうえで、特定のホール（D'station立川店）の不正営業を以下の通り指摘した。23時44分まで営業している（『パチンコ10番勝負』2010年10月号双葉社）、大景品の合計額を実数の倍にしている（誌）、特定の機種（CRびっくりぱちんこ銭形平次withチームZ（京楽産業））について、一分で1万発が出るようになっている（『漫画パチンコランド』2011年8月号竹書房）。なお掲載された写真はすべて捏造されたものではなく、正当な証拠である旨を次号にて語っている（『漫画パチンコランド』2011年9月号竹書房）。
- （CR新海物語M56について）連チャン力を弱くして単発大当たりの多さでバランスを取っています（裏技攻略法谷村ひとしスペシャル（2002年12月号増刊「株式会社総合図書」）。
- 2012年8月に全国に導入されたCRぱちんこAKB48（京楽産業）について、「1万発〜2万発の一撃の分、呑まれる波がしっかりプログラムされている」と、不正機種であると指摘した（『漫画パチンコ777』2012年11月号竹書房）。
- 2013年3月、二度の実戦に渡り「アイオン立川南口店」に設置されていた G-1 DREAM最強馬決定戦 K-VV（SanseiR&D）の初当りが16R確変の出玉1800個だったことを証拠写真とともに発表した（『漫画パチンコ大連勝』2013年6月号日本文芸社）。正規基板では初当りはすべて8Rであることから、意図的に店側が不正基板を使用している旨の指摘だったが、編集部は巻末で 『本誌の漫画作品は、すべてフィクションであり、実在の人物・団体・事件等にはいっさい関係ありません。』 として、同誌に掲載されている谷村の実戦作品はすべて作りものであることを明言している。2014年5月号より作り物である月収支記載も消えた。
- 2014年『2月2日(日)午後7時 JR立川駅南口ジアス立川店』を訪れ、店内の様子を撮影した後に、CRルパン三世〜消されたルパン〜（平和）を遊技したところ、同45分まで1分間当りの打ち出し玉数が100玉を超えていることを証拠写真とともに発表した（『漫画パチンコ大連勝』2014年4月号日本文芸社）。 更に同時期、『ルパンのすごい爆発を毎日見せられないホールは正直信用できません』とコメントしたうえで、『ジアス』と店名が記載されたドル箱札の画像を公開した（『漫画パチンコ777』2014年4月号竹書房）。

## 作品リスト
筒美廣平名義
- 復讐の兇獣（1981年 - 1982年、芳文社、全6巻）原作：セルジオ関 ※1994年実写化（Vシネマ作品）
- 私刑都市（1985年、芳文社、全4巻）原作：北芝健

谷村ひとし名義
パチンコ漫画・連載中は太文字で表示。
- ショウアップ・ハイスクール（1980年、週刊少年ジャンプ、集英社、全1巻）原作：篝一人　※1985年に単発テレビドラマ化
- SUPER POLICE（1981年、週刊少年ジャンプ、集英社、全1巻）原作：篝一人
- コロッサス（1983年、週刊ヤングジャンプ、集英社、全2巻）原作：セルジオ関
- ハードBOYルド（1984年 - 1986年、少年キング、少年画報社、全6巻）
- 横須賀OP.（1986年 - 1988年、少年キング、少年画報社、全7巻）
- 殺鬼（1986年、徳間書店、全2巻）
- 熱帯夜（1986年、週刊ヤングジャンプ、集英社、全1巻）
- ハイスクールAGENT（1987年、コミックバーガー、スコラ、全2巻） ※連載と並行してアニメ化（OVA作品）
- パチプロ探偵ナナ（1995年 - 2000年、週刊漫画ゴラク、日本文芸社、全26巻） ※1997年実写化（Vシネマ作品）
- マニュアル（1989年、徳間書店、全2巻）原作：狩撫麻礼
- 激烈！花の親衛隊（1989年、月刊少年ジャンプ、集英社、全2巻）
- 鬼狩り師（1989年、徳間書店、全4巻）
- 海象（1990年）
- 不動（1992年、ワニブックス、全2巻）※実写映画化・極道戦国志 不動で1996年から3作制作
- 信長と呼ばれた男（1993年 - 1994年、コミックスコラ、スコラ、全2巻）
- 闘龍伝（1994年 - 1995年、週刊漫画ゴラク、日本文芸社、全7巻）原作：塙鉄人 ※実写化（ビデオ作品）
- かいけつ盗四郎（1995年、週刊漫画ゴラク、日本文芸社、全2巻）
- パチンコドンキホーテ（1995年 - 2003年、モーニング、講談社、全7巻）
- パチプロ・ハイエナ（1996年 - 連載中、パチプロ7、綜合図書）
- ドン・キホーテが行く（1996年 - 2022年、漫画パチンカー、ガイドワークス）
- 東京爆裂娘（1996年、コミックスコラ、スコラ）
- 谷村ひとしの攻略バトル（1997年 - 連載中、漫画パチンコ大連勝、日本文芸社）
- パチンコバクレツ娘（1998年 - 終了、漫画パチンコ777、竹書房）※「東京爆裂娘」の続編
- パチンコロード（2000年 - 2001年、週刊漫画ゴラク、日本文芸社、全3巻）
- 読者と勝つ!!（- 2009年、ドンキホーテのパチンコ天国、大誠社）※2009年5月号で休刊
- ドンキホーテ交遊録（2002年 - 2012年、パチンコフィーバー、一水社）※2012年12月号で休刊
- ドンキホーテの○○（2004年 - 2012年、パチンコフィーバーオリジナル、一水社）※2012年3月号で休刊
- 携帯で勝つ!!（2005年 - 2012年、漫画パチンコランド、竹書房）※2012年8月号で休刊
- パチンココロシアム（2005年 - 終了、パチンコ10番勝負、双葉社）休刊
- ドン・キホーテが行く（2009年 - 終了、漫画パチンカーオリジナル、ガイドワークス）休刊
- 負けないパチンコ漫画（2011年 - 2013年、漫画パチンカー、ガイドワークス）
- ドンキホーテの一攫千金！（2012年 - 2013年、漫画パチンコドル箱777、竹書房）